# Крокет
Кроке́т (англ. и фр. croquet) — спортивная игра, участники которой ударами специальных молотков на длинной ручке проводят шары через воротца, расставленные на площадке в определённом порядке.

## История
Исторически крокет — аристократическая игра Англии.
Самое раннее упоминание, документально зафиксированное, в котором встречается слово «крокет» с описанием игры, является свод правил, зарегистрированный Исааком Шпроттом в ноябре 1856 года в Лондоне. В 1868 году в Мортон-Ин-Марш (графство Глостершир) состоялась первая встреча всех желающих поиграть в крокет, и в том же году Всеанглийский крокетный клуб был образован в Уимблдоне, Лондон. Однако к концу 1870-х годов крокет был вытеснен другой модной игрой, большим теннисом, и многие из недавно созданных крокетных клубов, включая Всеанглийский клуб в Уимблдоне, превратили некоторые или все свои лужайки в теннисные корты.
В настоящее время существует несколько вариантов игры в крокет, отличающихся системами подсчёта очков, порядком ходов и количеством ударов во время хода, расположением ворот (особенно в национальных разновидностях игры, а также где игра должна быть адаптирована к меньшим по размеру игровым площадкам, чем стандартные). Две основные формы игры — крокет Ассоциации и гольф-крокет — имеют правила, которые согласованы на международном уровне, в эти разновидности играют во многих странах по всему миру.

## Правила игры, обзор
Существует несколько вариантов игры в крокет, для которых написаны правила. Самые распространённые правила — международные правила Ассоциации крокета — Ассошиэйшн крокет (англ. The Croquet Association), по которым проводятся международные соревнования в ряде стран, так называемый классический английский крокет. 

К спортивному крокету также относится гольф-крокет (англ. Golf Croquet). В отличие от крокета Ассоциации, где даются дополнительные удары за прохождение воротец и рокировку, в гольф-крокете нет дополнительных ударов, ходы игроками совершаются по очереди только по одному удару. 

Поля по правилам у крокета Ассоциации и гольф-крокета одинаковые: размер 35 ярдов (32,00 м) на 28 ярдов (25,60 м), идентичная расстановка воротец — 6 штук (высота 12" (дюймов) (30,48 см), внутреннее расстояние между штангами 3 3/4" (9,4 см) до 4" (10,16 см) опоры и перекладина должны иметь диаметр 5/8 дюйма (1,56 см)) и колышек — 1 штука (диаметр 1 1/2" (3,81 см), высота 18" (45,72 см), маркирован цветными полосками — синего, красного, чёрного и жёлтого цветов, маркировка служит подсказкой очерёдности ходов). Четыре шара, окрашенные в синий, чёрный, красный и жёлтый цвета (или зелёный, коричневый, розовый и белый). Диаметр шаров 3 5/8 " (9,2 см) и весом 1 фунт (0,454 кг), изготавливают из прочного полимера. Специальные молотки для игры в крокет изготавливают из прочных и твёрдых пород древесины, металла и пластика, часто комбинируют материалы.
На основе правил Ассоциации крокета стандартизированы правила гарден-крокета (англ. Garden Croquet) — садовый крокет, правила аналогичны, но площадка меньше — 17,5 на 14 метров, допускается уменьшение площадки, но с обязательным условием — соотношение сторон 5х4.
Крокет «Девять калиток» (англ. 9 Wicket croquet) Американской Ассоциации Крокета USCA, Ассоциация стандартизировала эти правила. Размер поля 100x50 футов или 30х15 метров. На поле установлено 2 колышка и 9 воротец. Колышки устанавливаются на расстоянии 6 футов или 1,8 м от меньшей границы, на центральной оси (по большей стороне). Первые воротца устанавливаются по центральной оси от колышка на расстоянии 1,8 м, вторые воротца от первых на расстоянии 1,8 м, ещё пара воротец устанавливается по сторонам от оси, от точки на расстоянии 16 футов = 4,8 м от вторых воротец по центральной оси отмеряется расстояние в стороны на расстоянии 16 футов = 4,8 м. Центральные воротца устанавливаются на центральной оси в центре поля (расстоянии 16 футов = 4,8 м по оси от пары воротец). Остальные ворота устанавливаются симметрично относительно центра. Оборудование для игры аналогично оборудованию Ассоциации крокета, иногда устанавливают воротца немного шире.
В крокет Ассоциации, гольф-крокет, гарден-крокет, 9 калиток играют от 2 до 4 человек, один на один, пара на пару или каждый за себя.
Русский крокет (садовый крокет, дворовый или домашний) относится к спортивному развлечению, в который играют во дворах или на дачах, допускается игра «по своим правилам» (изменение размеров поля, условия дополнительных ходов).
Площадка в русском крокете имеет размер 11 м на 5 метров. Оборудование для игры: шары диаметром — 9,2 см, два колышка, длина — 50 см, маркированы красным и чёрным цветами, металлические воротца — 10 штук, ширина ворот — 19 см (или 18 см, ширина — два шара), высота ворот — 30 см. Молоток имеет размеры, примерно: длина — 90 см, длина ударной части — 16 см, диаметр ударной части — 6 см. Для русского крокета молоток и шары, как правило, изготавливают из древесины (берёза, бук, дуб). Расстановка оборудования на поле: в центре поля устанавливаются скрещенные ворота, параллельно границам поля, — «мышеловка», на пятиметровой границе в центре устанавливается колышек, по центральной оси относительно большей стороны, от колышка устанавливаются первые ворота на расстоянии 0,5 м, вторые воротца от первых на расстоянии 1 м, от точки на оси на расстоянии 2 м от вторых воротец (или «мышеловки») в стороны устанавливаются воротца на расстоянии 2 м. Остальные ворота устанавливаются симметрично относительно центра.
В игре по правилам русского крокета могут участвовать от 2 до 8 человек. Цель игры — в соответствии с правилами ударами молоточков провести свой шар по определённому маршруту быстрее соперника. Очерёдность в игре: играющий первым красным шаром (с одной полосой), первым чёрным (с одной чёрной полосой), вторым красным (две красные полосы), вторым чёрным (две полосы) и т. д. Шары, маркированные красными и черными полосками (от одной до четырёх), используются только в «русском» крокете.
Как правило, шары маркируются (имеют полную окраску): красный, жёлтый, чёрный и синий (голубой). При игре красный и жёлтый шары играют против чёрного и синего. При ударе по шару молоток можно держать любым способом, разрешается бить по шару только ударной частью молотка, запрещается толкать шар.
Особенностью русского крокета является то, что команды начинают игру с противоположных сторон поля, идут навстречу друг другу. В центре поля вдоль его осей стоят скрещенные ворота — «мышеловка».
Запрещается толкать шар, бить по шару боковой и другими частями молотка. Разрешается бить по шару только ударной плоскостью. Касание шара молотком приравнивается к удару. К этому приёму можно прибегать, если невыгодно сдвигать свой шар с удобной позиции. Запрещается проходить ворота в обратном направлении (ставить на позицию).
Соревнования в спортивном крокете проходят по утверждённым правилам на площадках регламентированного размера. Ежегодно проходят чемпионаты разного уровня, в том числе и международные соревнования по крокету, по международным правилам Ассоциации (Association Croquet) или гольф-крокету.
Следует помнить, что в каждом виде крокета свои правила, общее — только суть игры, провести свой шар ударами молотка по определённому маршруту через серию воротец. К примеру, в крокете Ассоциации можно рокировать шар сразу, как только он введён на поле, в русском крокете — только после прохождения «мышеловки» (центральных скрещенных воротец), в гольф-крокете вообще нет рокировок.

### Краткое описание игры по правилам Ассоциации крокета
В крокет играют две команды, одна из которых играет чёрным и голубым, а вторая — красным и жёлтым шарами. Игра бывает одиночной (один на один) и парной. При парной игре есть два варианта: в первом варианте каждый игрок играет только одним шаром на протяжении всей игры, при этом игроки не обязаны чередоваться. Во втором варианте игроки играют по очереди, каждый игрок может играть любым шаром своей команды.
Каждый шар необходимо провести по определённому маршруту (см. схему), дважды пройдя сквозь каждые воротца в определённом порядке и направлении, после чего коснуться шаром колышка в центре поля. Сторона, первой закончившая прохождение всего маршрута обоими шарами — выигрывает игру и зарабатывает 26 зачётных очков (12 очков за прохождение воротец и одно очко за касание колышка получает каждый из двух шаров).
Стороны корта называются «северная», «южная», «восточная» и «западная» границы независимо от фактической ориентации корта. Воротца могут быть не окрашенными, либо полностью окрашены в белый цвет, кроме этого, перекладина первых воротец окрашивается в синий цвет, а перекладина «разбойничьих» (Rover) — в красный. Флажки голубого, красного, чёрного и жёлтого цвета являются не обязательными аксессуарами и могут быть установлены в углах I, II, III и IV в указанном порядке. Восемь белых угловых колышков с размером 3/4 дюйма (1,9 см) в диаметре и 3 дюйма (7,6 см) высотой являются не обязательными аксессуарами, могут быть установлены на границе корта на расстоянии 1 ярд (91,44 см) от каждого угла в линию разметки.
Шар получает одно очко, если проходит сквозь воротца в правильном направлении за один или несколько ударов. Очко засчитывается независимо от того, ударил по шару игрок или другой шар. Для обозначения следующего пункта маршрута шара на воротца или колышек ставятся зажимы (клипсы) того же цвета, что и шар.
Во время прохождения первой половины игры первый проход, зажимы (клипсы) ставятся на верхнюю перекладину воротец, во второй половине игры, второй проход воротец, ставятся на боковую опору.
Стороны делают ходы по очереди. Во время первых четырёх ходов все шары необходимо ввести в игру с любой из стартовых линий в любом порядке. После того, как все четыре шара введены в игру, оказались на корте, каждая сторона определяет, каким из шаров она будет играть в следующем ходе.
Ход игрока состоит только из одного удара, однако игрок может получить право на дополнительные удары в случаях:
— если шар игрока проходит воротца, игрок получает право на ещё один удар;
— если шар игрока ударяет другой шар (делает крокировку), игрок ставит свой шар вплотную к крокированному шару (в который попал) и ударяет по своему шару (берёт крокет) так, чтобы крокированный шар сдвинулся или хотя бы качнулся (завибрировал). После этого игрок получает право на дополнительный удар по своему шару.
В свой ход игрок может крокировать и затем брать крокет от каждого из трёх шаров в любом ходе. После проведения шара сквозь воротца игрок может повторять крокирование и брать крокет. Повторно рокировать один и тот же шар можно только после прохождения воротец. Таким образом, комбинируя крокирование и прохождение ворот, за один ход игрок может заработать несколько очков (сделать брейк).
Ход завершается, когда игрок заканчивает все удары, на которые он имел право, или шар уходит за пределы игрового поля во время взятия крокета.
Когда шар уходит за пределы корта после другого любого удара, не крокетного, ход может и не считаться завершённым.
Если шар покидает пределы игрового поля после удара, то он ставится на поле на расстоянии в 1 ярд (91 см) от границы, так называемую «ярдовую линию», как можно ближе к тому месту, где он вышел. Шар, лежащий между границей поля и ярдовой линией, за исключением шара, которым играют в данном ходе, также ставится на ярдовую линию.
Когда шар прошёл последние «разбойничьи» (Rover) воротца, стал «разбойником», игрок получает ещё одно очко (последнее), если после удара его шар коснётся колышка или касание произойдёт после удара по нему другим «шаром-разбойником». Шар, коснувшийся колышка, считается «заколотым» и убирается с игрового поля.

Игра в крокет по своей сути тактическая борьба, в которой, маневрируя своими шарами и шарами соперника, каждый из противников стремится как можно быстрее пройти все воротца, зарабатывая очки и в то же время осложнить и замедлить игру сопернику.
Некоторые правила иногда неверно трактуются, обратите внимание на следующие условия игры в крокет.
1. В начале игры шар устанавливается на стартовой линии (на ярдовой линии), а не на расстоянии длины молотка до первых ворот.
2. Можно крокировать шары до того, как они прошли первые ворота (как только введены на игровое поле).
3. Играют шарами, не придерживаясь цветовой последовательности.
4. Нельзя придерживать шар ногой во время крокетного удара.
5. Наносить удары по шару можно только ударными плоскостями молотка (головки).
6. Последние ворота проходят в направлении от колышка.
7. Только прошедшие через 12 ворот шары (шар разбойник, ровер шар) могут завершить игру, ударившись о колышек (заколоться).
8. Если шар не является разбойником (ровером), он не может заколоться.
9. При крокетном ударе крокированный шар должен переместиться или завибрировать.
10. Нельзя касаться головки молотка во время удара.

Для более детального изучения игры крокет необходимо ознакомиться с Основными правилами игры в крокет Ассоциации Крокета.
Терминология. Шары (balls), молотки (mallets), ворота (hoops). Раньше ворота называли «воротца», «проход», «арки», «обручи», «калитки». Слово «воротца» до сих пор часто используется игроками, но для большинства является сложным для выговаривания. В связи с ростом популярности крокета в наши дни, но незнанием традиций, «воротца» чаще называют «воротами», что, скорее всего, станет более популярным современным названием. Игрок, непосредственно играющий, называется «страйкер» (от англ. strike — ударять), шар, которым он непосредственно играет — «страйкер-шар». Шары имеют названия «свои» (свои или своей команды) и «чужие» (шары соперника). В процессе игры шары называют «живые» и «мёртвые» (после крокирования или рокирования — roquet, не устоявшаяся русскоязычная терминология).
«Разбойник» — шар, прошедший все ворота и не заколовшийся. «Заколоться» — ударить шаром о свой колышек. «В масле» — шар, остановившийся в створке ворот.
Англоязычные названия вариантов крокета (варианты правила) называют по количеству ворот, расставленных на игровом поле. В России более популярны географические названия, по популярности того или иного вида крокета. Правила Ассоциации — 6 калиток (Six-Wicket Croquet) — Английский крокет, 9 калиток — Американский крокет, 10 калиток — Русский крокет (9 «препятствий», в центре поля скрещенные ворота, 10 ворот).
Первые правила и описание игры крокет на русском языке опубликованы в 1880 году, более ранних пока не обнаружено, а, возможно, и не существует. Описана игра с 9 воротами. От первого колышка «Фок», по длинной оси поля, первые ворота установлены на расстоянии 6 футов (1,83 м), вторые через 6 футов от первых, центральные ворота (в центре поля), на расстоянии 12 футов от вторых, между вторыми и центральными воротами, в стороны, на 12 футов устанавливаются боковые ворота, противоположная сторона зеркальна вышеописанной, дальний колышек называется «Бизани».
Прохождение ворот, последовательность: от первого колышка Фока, 1, 2 ворота, 3 правые боковые, 4 центральные, 5 дальние боковые правые, 6 (2-е от Бизани), 7 (1-е от Бизани), ударить о Бизани шаром и обратный путь: 1 (7), 2 (6) ворота, затем поворот вправо — 8, центральные ворота (4), опять направо — 9, и, 2-е, 1-е ворота и заколоться о Фок (ударить шаром в колышек).
Играют по очереди, в один ход даётся один удар. Если игрок проходит ворота, ему даётся дополнительный удар. Удар шаром о колышек даёт дополнительный удар.
Крокировать разрешается сразу после прохождения первых ворот. Крокировка — если шар игрока ударяет другой шар (делает крокировку), игрок ставит свой шар (берёт руками) вплотную к крокированному шару (в который попал) и ударяет по своему шару (берёт крокет) так, чтобы шар сдвинулся или хотя бы качнулся (завибрировал). После этого игрок получает право на дополнительный удар по своему шару.
Начальный удар делается по шару, установленному перед первыми воротами на расстоянии 12 дюймов (примерно 30,5 см).
Бить по шару боковой стороной молотка запрещено.
Инвентарь. Шары полностью окрашены разными цветами, деление по командам по тёмным и светлым тонам, чёрный, коричневый, фиолетовый, синий против красного, жёлтого, белого, розового. Молотки маркированы соответствующими цветами. Ворота назывались «Проходами» или «Арками». Размеры инвентаря не указаны.
Данная организация игрового поля и правила игры схожи с крокетом 9-Wicket Backyard Croquet (Садовый крокет). Эти правила стандартизированы Американской Ассоциацией Крокета. Во многих странах данная разновидность крокета представляет собой популярный вид активного отдыха, проводятся неформальные соревнования.
Существует вариант крокета с бортами. В 1899 году стандартизированы правила американской версии крокета, под названием Роке, «крокет» без первой и последней буквы. В 1916 году организуется Американская Лига Роке (American Roque League). Отличие Роке от Крокета в том, что игровое поле (ровное твёрдое покрытие, утрамбованная глина или песок) окаймляется бортами, используется расстановка ворот, отличная от Английского крокета, и игроку требуются навыки бильярдиста для игры с использованием бортов.
В наши дни данная версия крокета с бортами (Американского роке) встречается крайне редко.

## В культуре
- Игре в крокет посвящена 8 глава произведения Льюиса Кэрролла «Алиса в Стране чудес»[4].
- Герберт Уэллс — автор романа «Игрок в крокет».
- Л. Н. Толстой упоминал крокет в XVIII главе романа «Анна Каренина».
- А. П. Чехов упоминал крокет в первом действии пьесы «Леший».
- И. А. Бунин часто представлял крокет одним из излюбленных развлечений русской дореволюционной аристократии, в частности можно встретить играющих в крокет героев в романе «Жизнь Арсеньева», рассказах «Последнее свидание», «Натали», «Зойка и Валерия» из сборника «Тёмные аллеи» и в других произведениях.
- Детали игры в крокет обыгрываются И. С. Тургеневым в стихотворении «Крокет в Виндзоре» (1876)[5].
- Игра в переделанный крокет Хорасио Деруэнта, была представлена в «Сиянии». Также молоток для этой игры был использован Джеком Торрансом, как оружие.
- В романе Джаспера Ффорде «Неладно что-то в нашем королевстве, или Гамбит Минотавра» одна из сюжетных интриг связана с организацией и проведением матча по крокету, от исхода которого буквально зависела судьба мира и предотвращение третьей мировой войны.
- В фильме «Король вечеринок» антагонист Ричард Багг играет с другом в крокет, используя в качестве воротец и колышков людей, расставленных в соответствующие позы.